# Europsko prvenstvo u košarci za žene – Francuska 1976.
Europsko prvenstvo u košarci za žene 1976. godine održalo se u Francuskoj 1976. godine.